# علی رامین
علی رامین (زادهٔ ۱۳۲۱ خورشیدی در تهران) محقق، پژوهشگر، مؤلف و مترجم ایرانی است. ترجمهٔ کتاب معتبر «تاریخ هنر» نوشتهٔ ارنست گامبریچ از اوست.

## زندگی
علی رامین در سال ۱۳۲۱ هـ. ش در تهران به دنیا آمد. تحصیلات مقدماتی را در زادگاه خویش گذراند. در مقطع کارشناسی در رشته علوم سیاسی از دانشگاه تهران لیسانسیه شد. سپس عازم آمریکا شد و مدرک فوق‌لیسانس خود را در رشتهٔ «مدیریت» از دانشگاه هاروارد گرفت. همچنین از دانشگاه شهر لنکستر در انگلستان به اخذ درجهٔ دکتری در رشتهٔ «اقتصاد بین‌الملل» نائل آمد. عنوان پایان‌نامهٔ وی «تحقیق در اقتصاد کشورهای درحال توسعه» بود. او علاوه بر زمینهٔ تحصیلی خود، به سبب آشنایی و علاقه‌ای که به تاریخ و فلسفهٔ هنر داشت به تحقیق در این حوزه پرداخت و موفق به تألیف و ترجمهٔ کتاب‌های متعددی شد که به جهت نوآوری و ارائهٔ رویکردهای جدید، غالباً محل توجه، استقبال و استفادهٔ علاقه‌مندان به مباحث هنری است.
وی نیز طراح شبکه ی مدرن شهر کتاب بوده. ونیز سرپرستی و طراحی دوره هجده جلدی دانشنامه ی دانش گستر میباشد.
وی همچنین به مدت ده سال عضو پیوسته ی فرهنگستان هنر بود و کتاب زیبا شناسی تحلیلی را برای فرهنگستان تألیف کرد وضمن پنج سال آن را تدریس کرد.

## آثار

### تألیف
- فلسفه تحلیلی هنر

### ترجمه و تألیف
- مبانی جامعه‌شناسی هنر
- نظریه‌های فلسفی و جامعه‌شناختی در هنر
- فلسفه تحلیلی هنر

### ترجمه
- آزادی و سازمان (برتراند راسل)
- خداوندان اندیشه سیاسی (جونز و لنکستر)
- کوچک زیباست (ای. اف، شوماخر)
- تأملاتی در حکومت انتخابی (جان استوارت میل)
- مبانی فلسفه هنر (آن شپرد)
- چیستی هنر (اسوالد هنفیک)
- تاریخ هنر (ارنست گامبریچ)
- هنر مدرن (نوربرت لینتون)
- تاریخ جهان (ارنست گامبریچ)

## پیوند بیرونی
- صفحه علی رامین در وبگاه خواندنی‌های خوب